# Хенна (Иран)
Хенна (перс. حنا‎) — небольшой город в центральном Иране, в провинции Исфахан. Входит в состав шахрестана Семиром.

## География
Город находится в южной части Исфахана, в горной местности центрального Загроса, в долине реки Рудханейе-Хенна. Абсолютная высота — 2 323 метра над уровнем моря.
Хенна расположена на расстоянии приблизительно 155 километров к югу от Исфахана, административного центра провинции и на расстоянии 492 километров к югу от Тегерана, столицы страны. Ближайший гражданский аэропорт расположен в городе Ясудж.

## Население
По данным переписи, на 2006 год население составляло 5 358 человек.